# Ascia
ASCIA, s.r.o. je česká společnost zabývající se pronájmem nemovitostí a realitní činností.

## Historie
Společnost byla založena 30. července 1999 jako akciová společnost Středoevropská Stavební (StS), o měsíc později byla zapsána do obchodního rejstříku. Zakladatelé se rozhodli vydat akcie na majitele, akcionáři nebyli nikde evidováni a mohli akcie převádět pouhým předáním. Předsedou představenstva se stal Drahoš Lustig. V následujících měsících se majitelé společnosti pokusili ovládnout stavební firmu IPS. Na financování této transakce se kromě Investiční a poštovní banky podíleli i Luděk Sekyra, Ivan Kyselý, Jan Gottvald a František Mrázek. 13. ledna 2000 nabídla StS dvě miliardy korun za majoritní podíl v největší české stavební společnosti IPS, který držely investiční fondy spravované Českou spořitelnou, Komerční bankou a Živnobankou. Transakce měla být financována devítiletým úvěrem od Investiční a poštovní banky (IPB). Prodávající bankéři chtěli s odkazem na nedostatečně doložené financování akcie IPS prodat za nižší cenu konkurenční Skansce, jejímž poradcem byl Zdeněk Bakala. Následná jednání zaujala protikorupční policii (SPOK), která začala Sekyru odposlouchávat. 24. února StS zvýšila nabízenou částku na 2,1 miliardy korun. Sekyrovi se následně podařilo dojednat dvoumiliardový úvěr od IPB, i přes podporu tehdejšího místopředsedy ODS Ivana Langera však byl pouze na 30 dní. 28. března se IPB rozhodla neprodloužit StS úvěr, zástavní právo k akciím však nevykonala a 13. dubna 2000 se Luděk Sekyra stal předsedou představenstva IPS. 16. června byla na IPB uvalena nucená správa a akcie IPS následně získala Skanska.
Největším akcionářem společnosti později byla kyperská společnost Berthier & Cie Limited, která vlastnila 70 % akcií. Předseda představenstva Lukáš Semerák (stojící za ostravským politickým uskupením Hnutí Ostravak) vlastnil prostřednictvím své společnosti CHIPPEWA CZ s.r.o. 20 % akcií, vlastníkem zbývajících 10 % byla místopředsedkyně představenstva Vladimíra Šlegrová. V prosinci 2015 došlo k fúzi s dceřinou společností ASCIA, s.r.o.